# パ・アム・トゥマカット
パ・アム・トゥマカット（カタルーニャ語: Pa amb tomàquet, カタルーニャ語発音: [ˈpam tuˈmakət], 「トマト付きパン」）またはパム・ボリ（マリョルカ方言 : pa amb oli, [ˌpəmˈbɔɫi], 「オリーブオイル付きパン」）は、マリョルカ島を含むカタルーニャ地方でよく食べられるシンプルなカタルーニャ料理のひとつである。スペイン語ではパン・コン・トマテ(Pan con tomate)。

## 起源
トマトはクリストファー・コロンブスが新大陸からヨーロッパに持ち込んだ食材であり、当初の観賞用から食用となったのは17世紀以降であるとされる。パ・アム・トゥマカットの起源は定かでないが、カタルーニャ文化学者の田澤耕は固くなったパンをおいしく食べられるようトマトをこすりつけたのが始まりではないかとしている。
カタルーニャの料理人であるジュゼップ・リャドゥノサ・イ・ジローは、パ・アム・トゥマカットが初めて文献に登場したのは18世紀であるとしている。1938年にリェイダ県に生まれたリャドゥノサ・イ・ジローは、祖母が両親に対してパ・アム・トゥマカットの食べ方を説明していたことを記憶している。
カタルーニャの食文化学者であるネストゥル・ルハンは、初めて文献に書かれたのが1884年であるとしている。田舎で乾いて固くなったパンに余ったトマトをこすりつけたことでパ・アム・トゥマカットが生まれたとするのがルハンの仮説である。

## 作り方

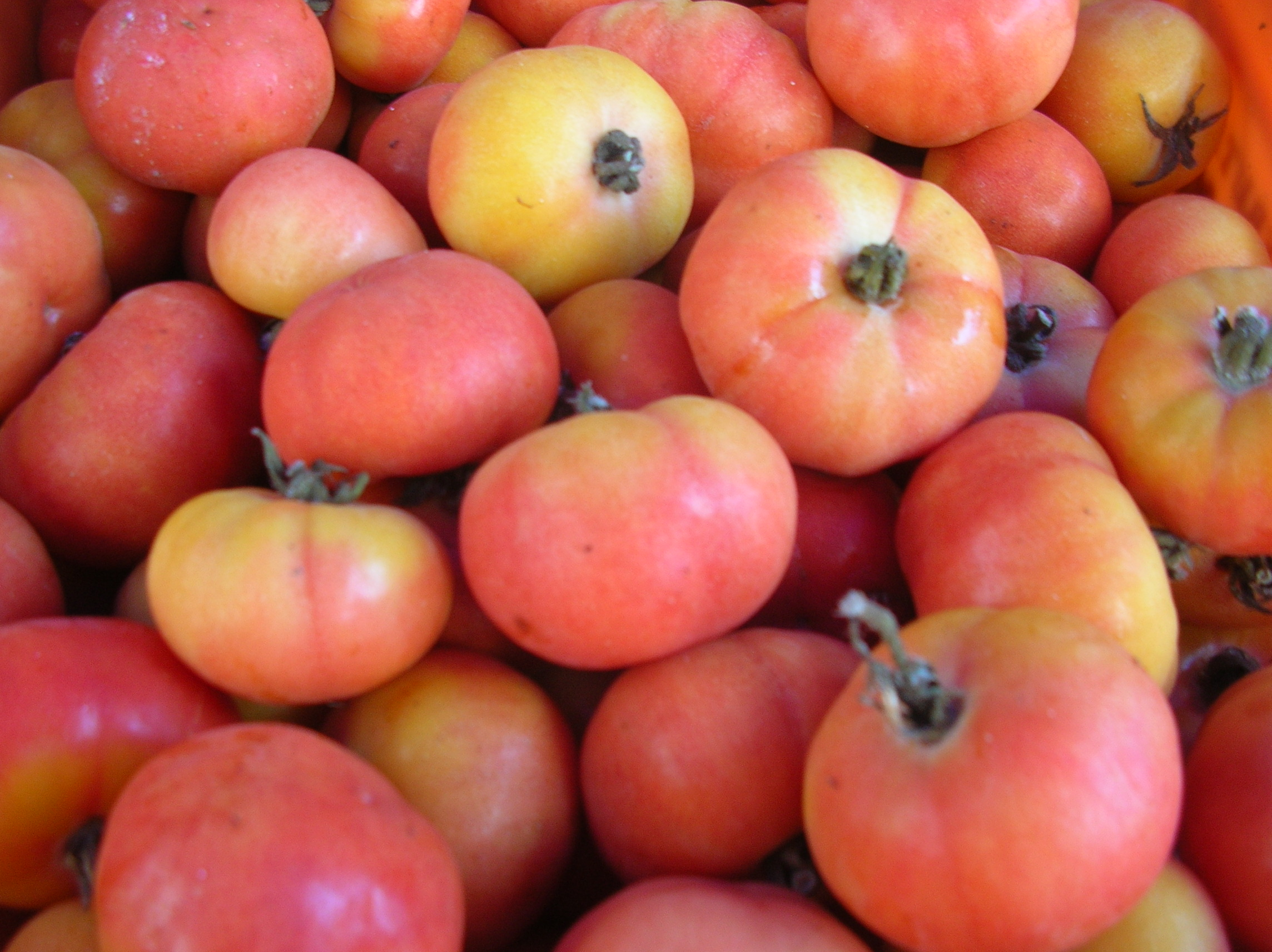
マリョルカ島で好まれるトマティガ・ダ・ラメリェット種

輪切りにしたパン・ド・カンパーニュを片手に持ち、半分に切ったトマトの断面をもう一方の手でこすりつける。赤くなったパンに軽く塩を振り、オリーブオイルをたっぷりとたらすとパ・アム・トゥマカットが完成する。パンをトーストするかしないかは場合により、トマトを塗る前にスライスしたニンニクをこすりつけることもある。
パンの上にはナス・パプリカ・玉ねぎなどの焼き野菜（アスカリバーダ）、アンチョビなどの魚介類を乗せることがあり、その他にはブティファラやフエットチョリソなどのソーセージ、ハム、チーズ、オムレツなども乗せられる。
地中海に浮かぶバレアレス諸島のマリョルカ島では、この料理はパム・ボリ（パンとオリーブオイル）と呼ばれる。マリョルカ島ではトマトにトマティガ・ダ・ラメリェット(Tomàtiga de Ramellet)と呼ばれる栽培品種を使うことが好まれる。この栽培品種はつる性であり、一般的なトマトに比べると果実が小さく、やや色が濃く、酸味が強いのが特徴である。
カタルーニャ地方の一部のレストランでは、効率化のためにあらかじめトマトのディップを準備しておき、注文のたびに料理用ブラシでパンに塗ることもあるが、このようにレシピが簡略化された場合はパ・アム・トゥマカットとみなされないこともある。

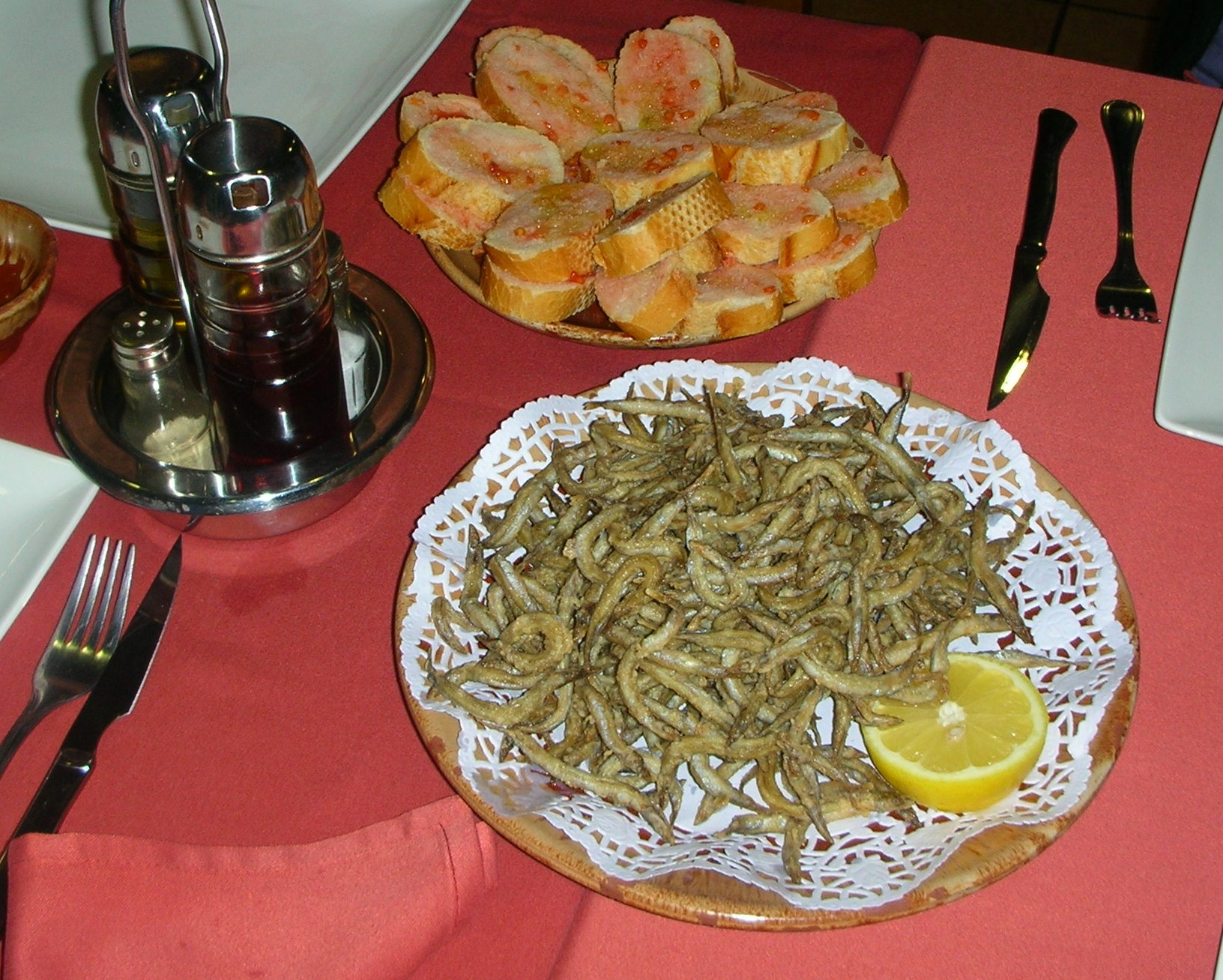
小魚のフライとパ・アム・トゥマカット
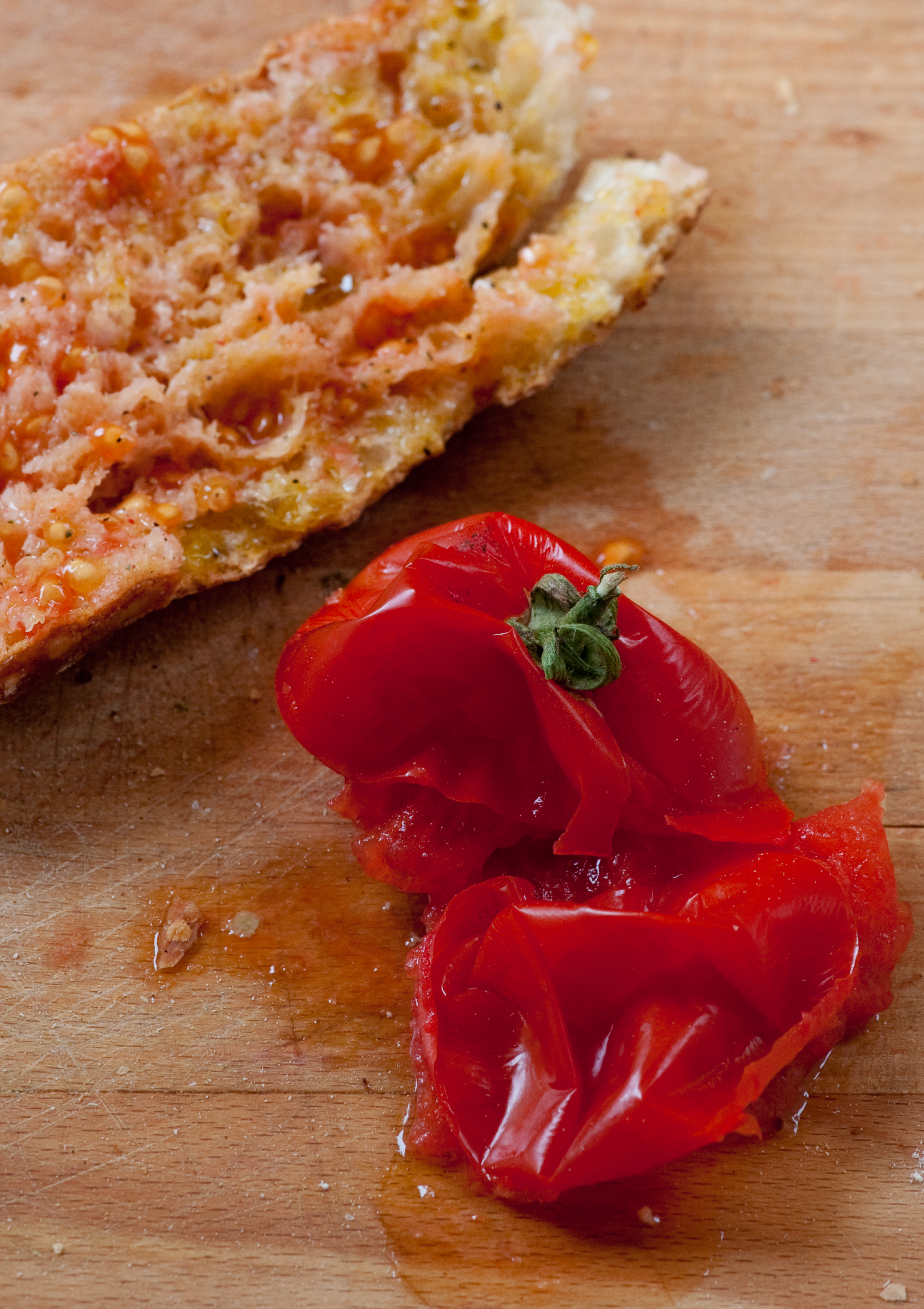
搾り取られてヘロヘロになった完熟トマト
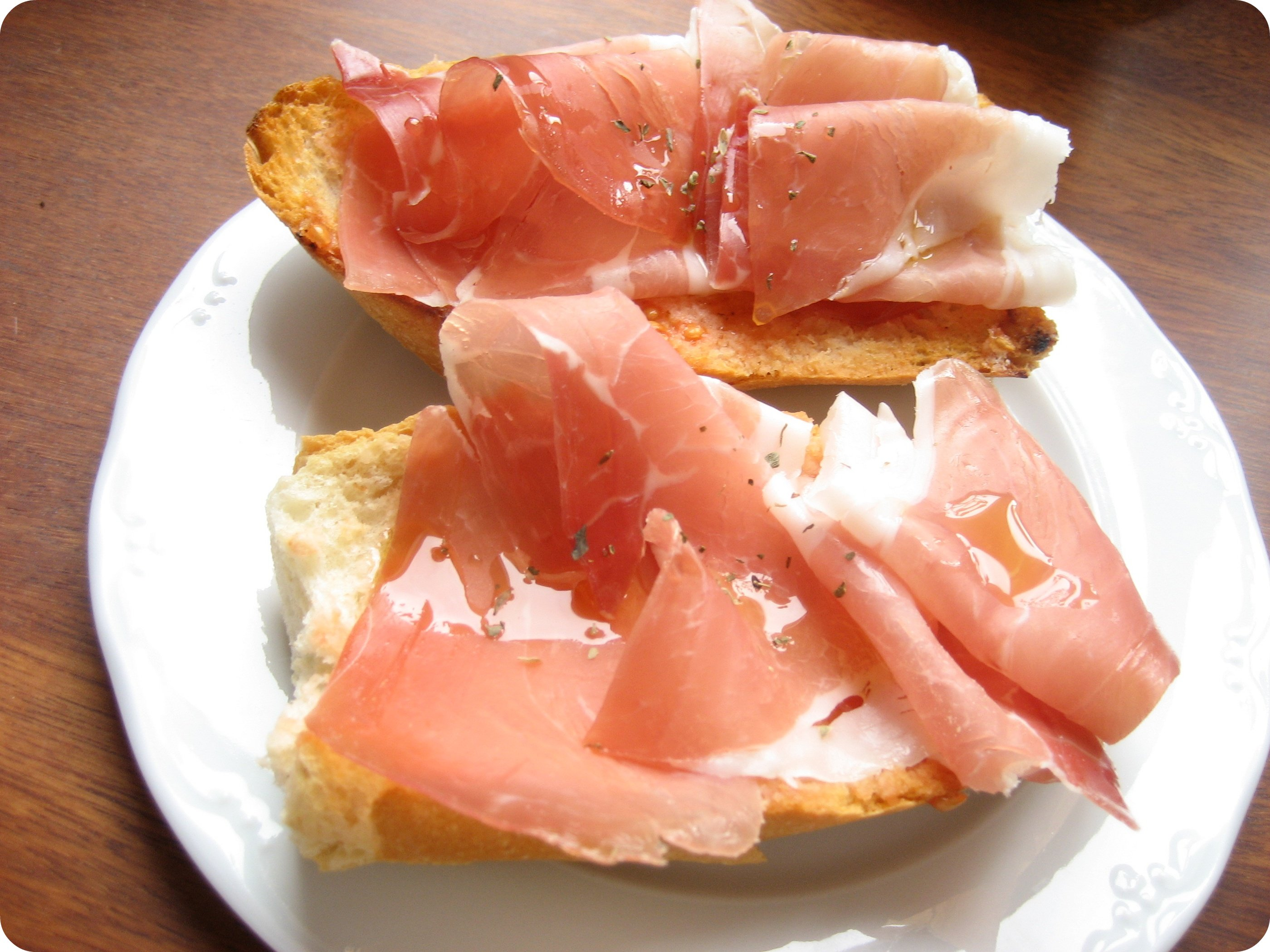
生ハム乗せ
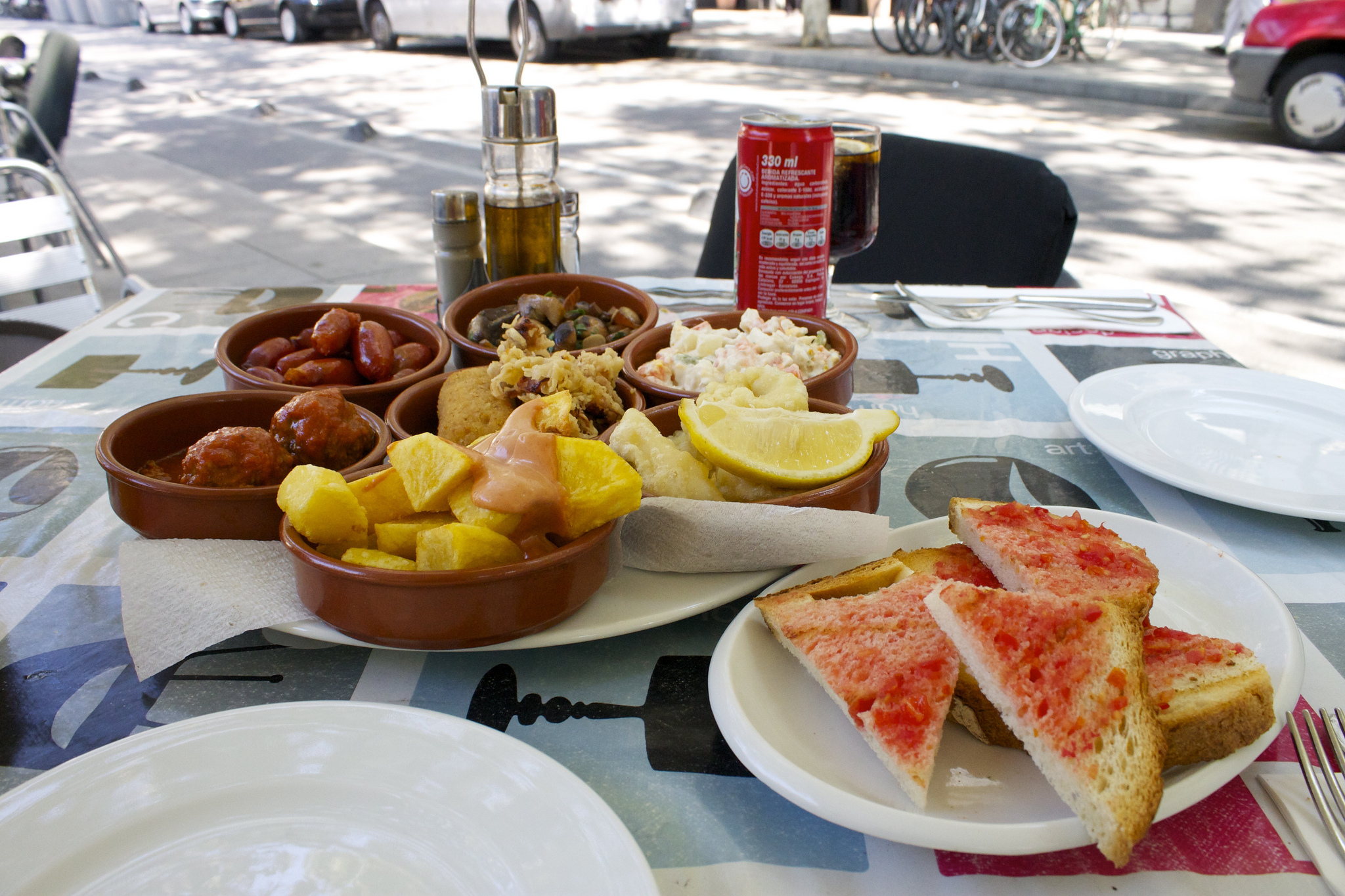
タパスのひとつ
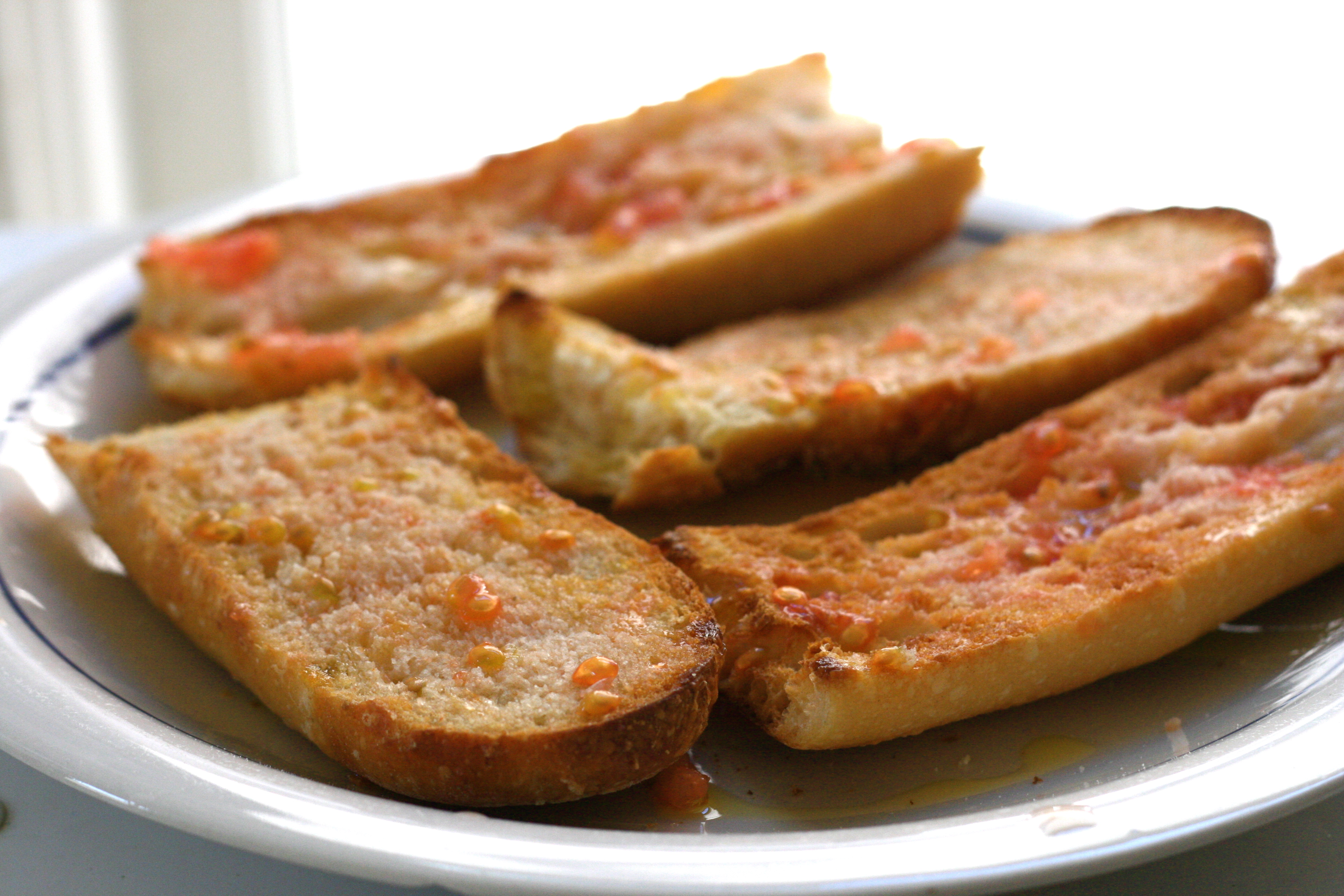
トマトを控えめに塗ったもの
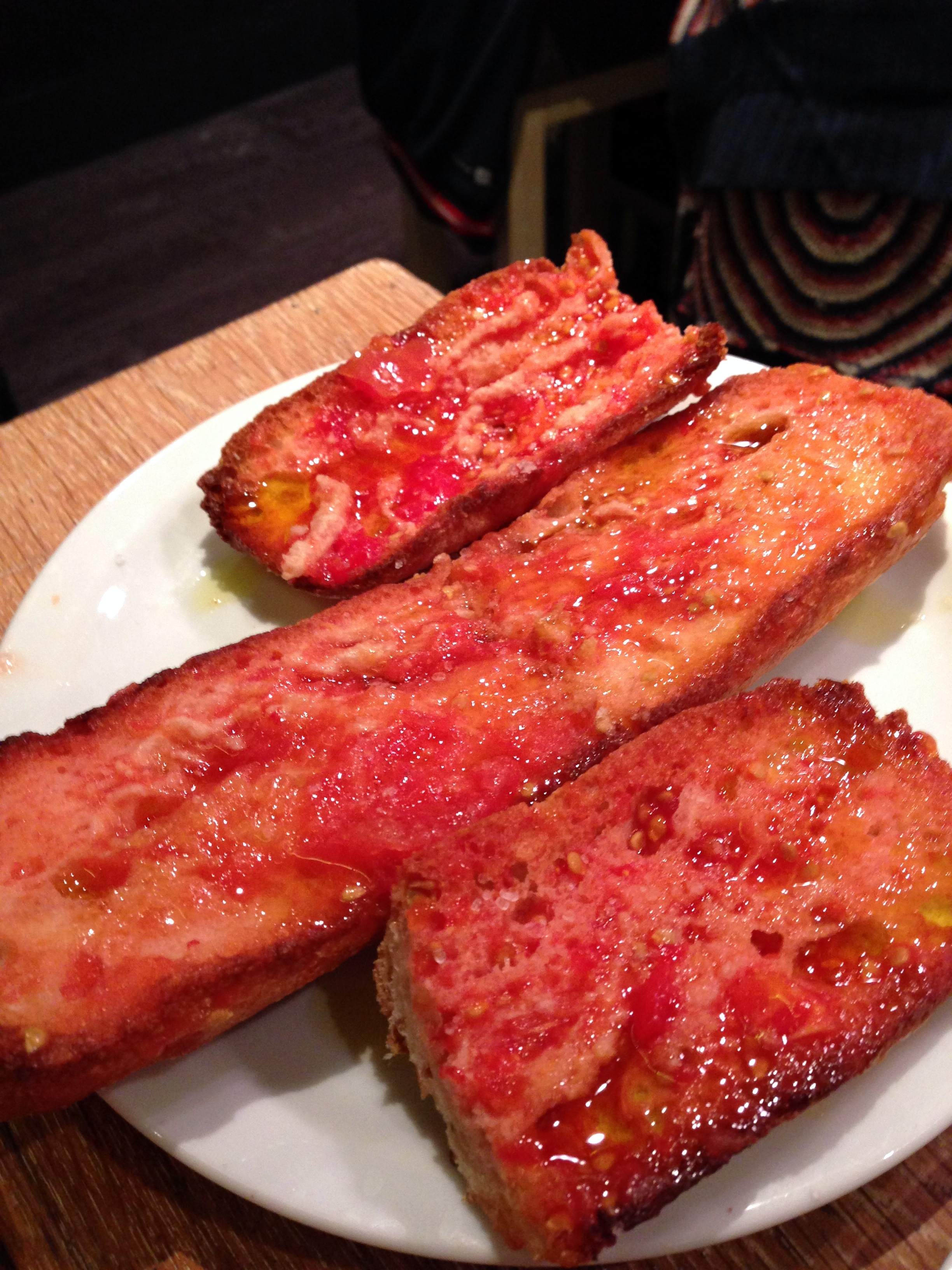
べっとりと塗りたくったもの

## 特徴
パ・アム・トゥマカットは「カタルーニャの国民食」とも言われるが、カタルーニャ地方以外ではスペイン国内でさえも見かける機会が少ない料理である。時間帯としては朝・昼・夜を問わず食べられる料理であり、肉料理にも魚料理にも合う。フランスパンのサンドイッチであるアントラパー（スペイン語ではボカディージョ）をバルなどで注文する際には、パンをパ・アム・トゥマカット仕様にすることができる。

## 似た料理
シチリア島の南部に位置するマルタ島には、トマトとオリーブオイルをマルタ・パン(Ħobż biz-Zejt)にこすりつけて食べる、パ・アム・トゥマカットに似た料理がある。フランスのプロヴァンス地方にあるニースのパン＝バニャ、イタリアのブルスケッタ、ギリシャ・クレタ島のメゼ（軽食）であるダコスも、パ・アム・トゥマカットに似た料理である。

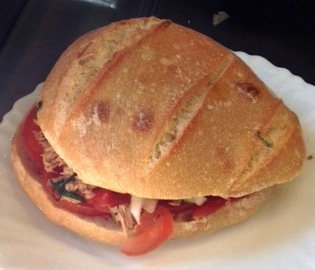
フランスのパン＝バニャ
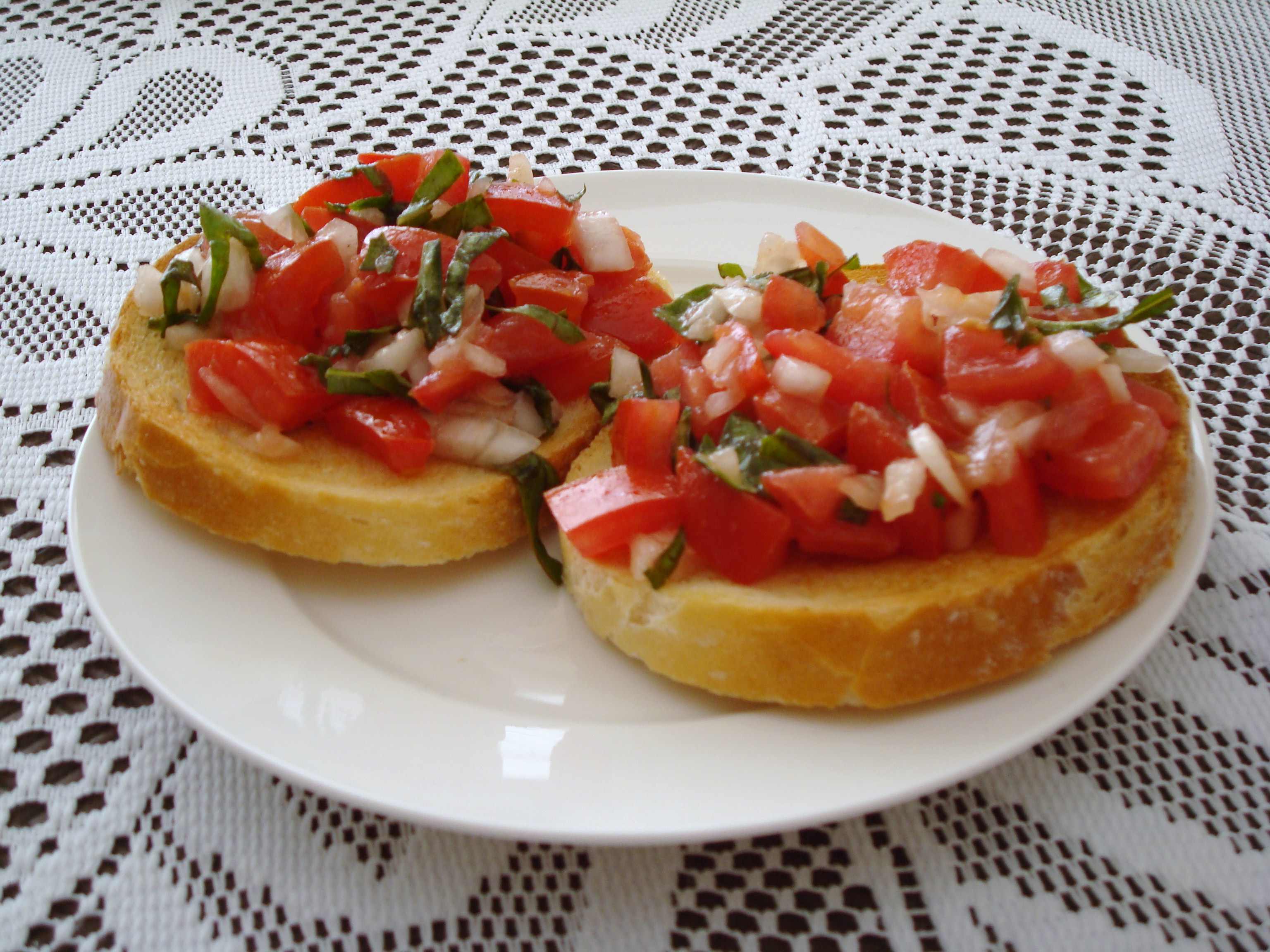
イタリアのブルスケッタ
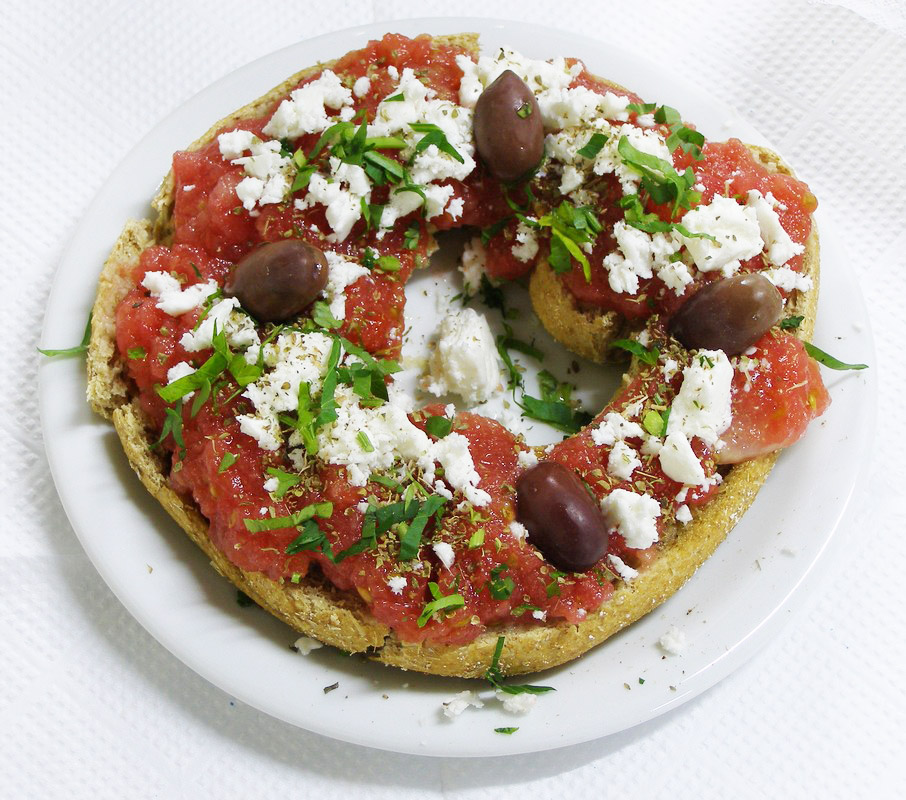
ギリシャのダコス

## 文献

### その他の文献
- Lladonosa i Giró, Josep (2005). La cuina tradicional catalana a l'abast. Barcelona: Columna Cuina. ISBN 84-664-0666-2
- Pomés, Leopoldo (1994) (Spanish). Teoría y práctica del Pa amb tomàquet. Barcelona: Tusquets Editores. ISBN 978-84-7223-772-8